# Puente de Márquez
Puente Márquez, o de Márquez, era un puente que cruzaba el Río de las Conchas, actual río Reconquista, en la provincia de Buenos Aires, Argentina.

## Historia
Desde Luján se pasa a Bs. Aires, (...) A las diez leguas se encuentra el puente de las Conchas, sólido y de buena madera, y seis más allá, la hermosa ciudad de Buenos Aires.
Tadeo Haenke, viajero y naturalista austro-húngaro, 1794

Su construcción original databa de 1773. Fue construido por Pablo Márquez —previa autorización del Cabildo de Buenos Aires— dentro de los límites de su estancia. Construido 5 km aguas abajo del vado que se encontraba a 200 m de la actual Estación Paso del Rey, el puente permitía salvar el problema de la intransitabilidad del vado debido a las recurrentes inundaciones del Río de las Conchas (actual río Reconquista).
La estructura estaba hecha de madera de ñandubay y poseía una longitud de 27 m. El puente permitía unir la Villa de Morón con la Villa de Luján tomando el Camino de los Gaona y evitando circular por el Camino Real (actual Avenida Rivadavia), que pasaba por la Villa de Merlo.
El Puente Márquez fue entrada y salida de diligencias, correos, arreos de animales y tránsito de los ejércitos patriotas en campañas libertadoras. En sus cercanías, en 1820, Miguel Estanislao Soler fue designado Gobernador de la provincia. 
Aunque no se menciona, muy probablemente Charles Darwin haya cruzado el puente de Márquez el 27 de septiembre de 1833 en su viaje hacia Luján, o la comitiva papal que dejaba Morón, despedida sin más por el ministro Bernardino Rivadavia, en la que iba el canónigo Mastai-Ferretti, el futuro papa Pío IX, en enero de 1824.
El 26 de abril de 1829 se libró una batalla, entre unitarios y federales, que resultó en una victoria de las fuerzas del jefe federal Juan Manuel de Rosas y el gobernador de la provincia de Santa Fe, Estanislao López, sobre el general Juan Lavalle; esta batalla posteriormente recibió el nombre de Batalla de Puente de Márquez.
En 1852, fuerzas de Justo José de Urquiza, al mando de Gregorio Aráoz de Lamadrid, cruzaron el puente, avanzaron por la actual Gaona, fueron atacadas por el juez de paz del Partido de Morón, Tomás Fernández de Cieza (quien finalmente fue quemado vivo), y sorprendieron la retaguardia de Juan Manuel de Rosas en Caseros.
En 1964 se levantó una nueva construcción para reemplazar el viejo puente. Ese mismo año fue declarado monumento histórico nacional mediante el decreto 9292/64.
En 1997 la construcción de la Autopista Acceso Oeste demolió el puente de hormigón de 1964 que estaba ubicado unos 25 metros río abajo del actual puente de la colectora hacia Moreno. La empresa encargada alegó en ese momento "desconocer su valor histórico".
Sobre la baranda, a la entrada del puente, había una placa de bronce conmemorativa que hacía referencia a su declaración de Monumento Histórico Nacional por medio del decreto 9292/64. La promesa de la construcción de una réplica del puente no pasó de declaraciones para los medios de difusión.

### El balneario
En las décadas de 1930 y 1940 el tramo del río Reconquista delimitado por el Puente de Márquez y el Puente Roca era punto de reunión de los vecinos de Ituzaingó y de los alrededores para realizar prácticas deportivas, pesca y refrescarse en las aguas del río en épocas veraniegas. En dos oportunidades se intentó construir una infraestructura de lo que se pensaba llamar el Balneario Puente de Márquez, pero el proyecto nunca se concretó. Sin embargo, allí existían recreos privados como el perteneciente a los empleados del sindicato de la Unión del Personal Tranviario. En aquella época y en los alrededores de Puente de Márquez solía verse al orgullo local de Ituzaingó, el deportista Gorki Grana, practicar natación en las aguas del río. En 1935 el deportista Eduardo Vadell unió Puente de Márquez con Carmelo, en Uruguay, navegando en canoa durante siete días.
En la década de 1960, el constante aumento de población y la utilización del río como descarga de afluentes cloacales e industriales, hicieron que los recreos privados alrededor de Puente de Márquez desaparecieran y que el río fuese abandonado como zona de esparcimiento. La construcción de la Presa Roggero —que redujo sensiblemente el nivel del río— y la construcción de la Autopista del Buen Ayre y Acceso Oeste en el lugar donde solían estar los recreos y residencias de verano, terminaron con todo intento de recuperar la zona como un área apta para la recreación.